# Birr (Irland)

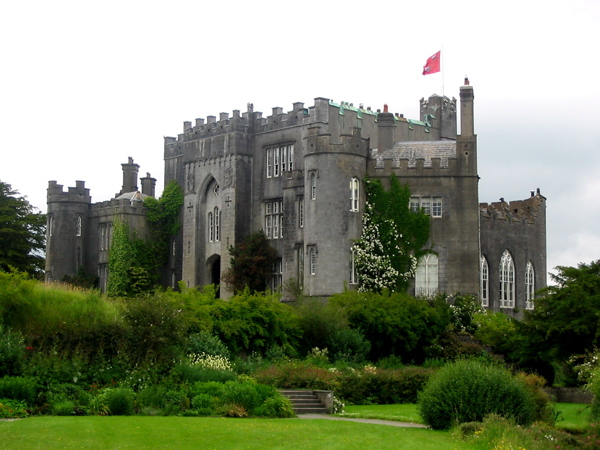
Birr Castle

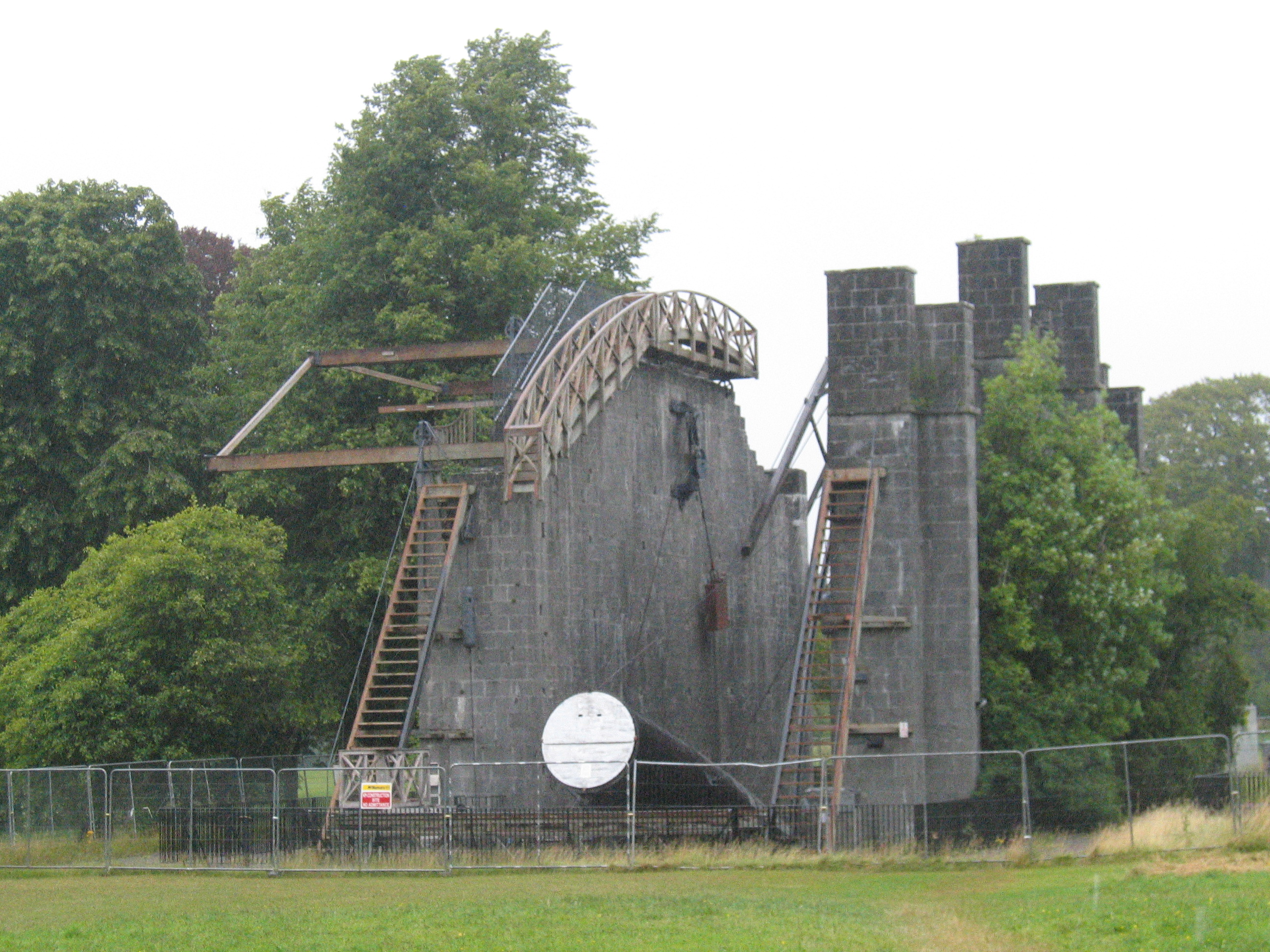
Teleskop Leviathan

Birr (irisch Biorra) ist eine Stadt im irischen County Offaly mit 4726 Einwohnern (Stand 2022). Der Ort entwickelte sich im Schatten des Birr Castle der Earls of Rosse und ist für sein geschlossenes Stadtbild bekannt. Besonders auffallend sind die Häuser mit Oberlichtern, getäfelten Türen und schmiedeeisernen Geländern. Nahe Birr liegt der Fundort des bronzezeitlichen Dowris-Horts.

## Birr Castle
Birr Castle ist seit 1620 Sitz der Familie Parsons. Nach ihnen hieß der Ort bis zum Ende des 19. Jahrhunderts Parsonstown, bevor er in Birr umbenannt wurde. Das Schloss ist nur geführt zugänglich. Zusätzlich kann die Parkanlage besichtigt werden. Eine weitere Sehenswürdigkeit auf dem Schlossgelände ist das 17 m lange Teleskop Leviathan von 1845.

## Trivia
In Birr ereignete sich der erste Unfall in der Geschichte des Kraftfahrzeugverkehrs, bei dem mit Mary Ward eine Passagierin tödlich verletzt wurde.

## Töchter und Söhne der Stadt
- Frederic Dreyer (1878–1956), Admiral
- Caitlín Brugha (1879–1959), Nationalistin
- Joe McCormack (1926–2010), Radrennfahrer
- Olivia Mitchell (* 1947), Politikerin